# Floatstone

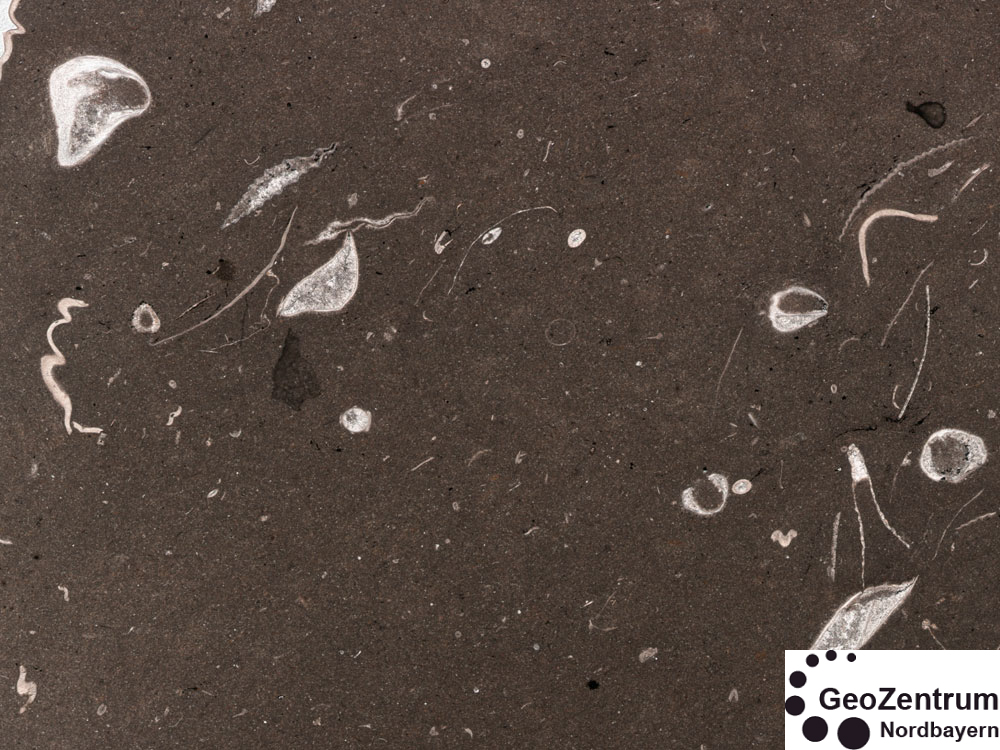
Floatstone onder de polarisatiemicroscoop. De breedte van de afbeelding is 20 mm. De klasten zijn fossiele schelpen en kalkskeletten van mariene organismes. Ze "drijven" in een matrix van kalkmodder.

Floatstone is een type carbonaatgesteente uit de Dunhamclassificatie. Het gaat om gesteente waarin de matrix dragend is en uit kalkmodder (micriet) bestaat. Bij floatstone zijn ten minste 10% van de klasten groter dan 2 mm. Floatstone is een latere toevoeging aan de Dunhamclassificatie; oorspronkelijk werd dit type gesteente bij wackestone ingedeeld.
Het verschil met wackestone is dat floatstone meer dan 10% klasten groter dan 2 mm heeft. Wanneer er zoveel klasten voorkomen dat het gesteente niet langer matrix-dragend is, spreekt men van een rudstone.
Floatstone wordt gevormd in water met een normaal langzame stroming bij plotselinge wilde gebeurtenissen. Bij koraalriffen kan het ontstaan op de rifhelling of in het achterrif. Normaal is dit een omgeving met rustig water en afzetting van fijne kalkmodder. Door massabeweging kunnen afgebroken grotere stukken koraal en schelpen over de helling van het rif naar beneden tuimelen en in de kalkmodder terecht komen. Floatstone ontstaat ook in zeer ondiep, kalkrijk, langzaam stromend water zoals op carbonaatplatforms of aan de rand van poelen en waterlopen. Een kortstondige gebeurtenis zoals een storm kan in een dergelijke omgeving grotere fragmenten aandragen die dan in de modder terechtkomen.